# Пушкинское общество Америки
Пушкинское общество Америки (англ. Pushkin Society in America) — некоммерческая общественная организация в США, созданная в средине 1930-х годов в ходе подготовки мероприятий, посвящённых 100-летию со дня гибели  всемирно известного поэта и писателя А. С. Пушкина. По состоянию на 2024 год организация продолжает свою деятельность в популяризации российско-американской истории культуры среди широкой общественности и создании различных образовательных проектов в гуманитарной сфере.

## История

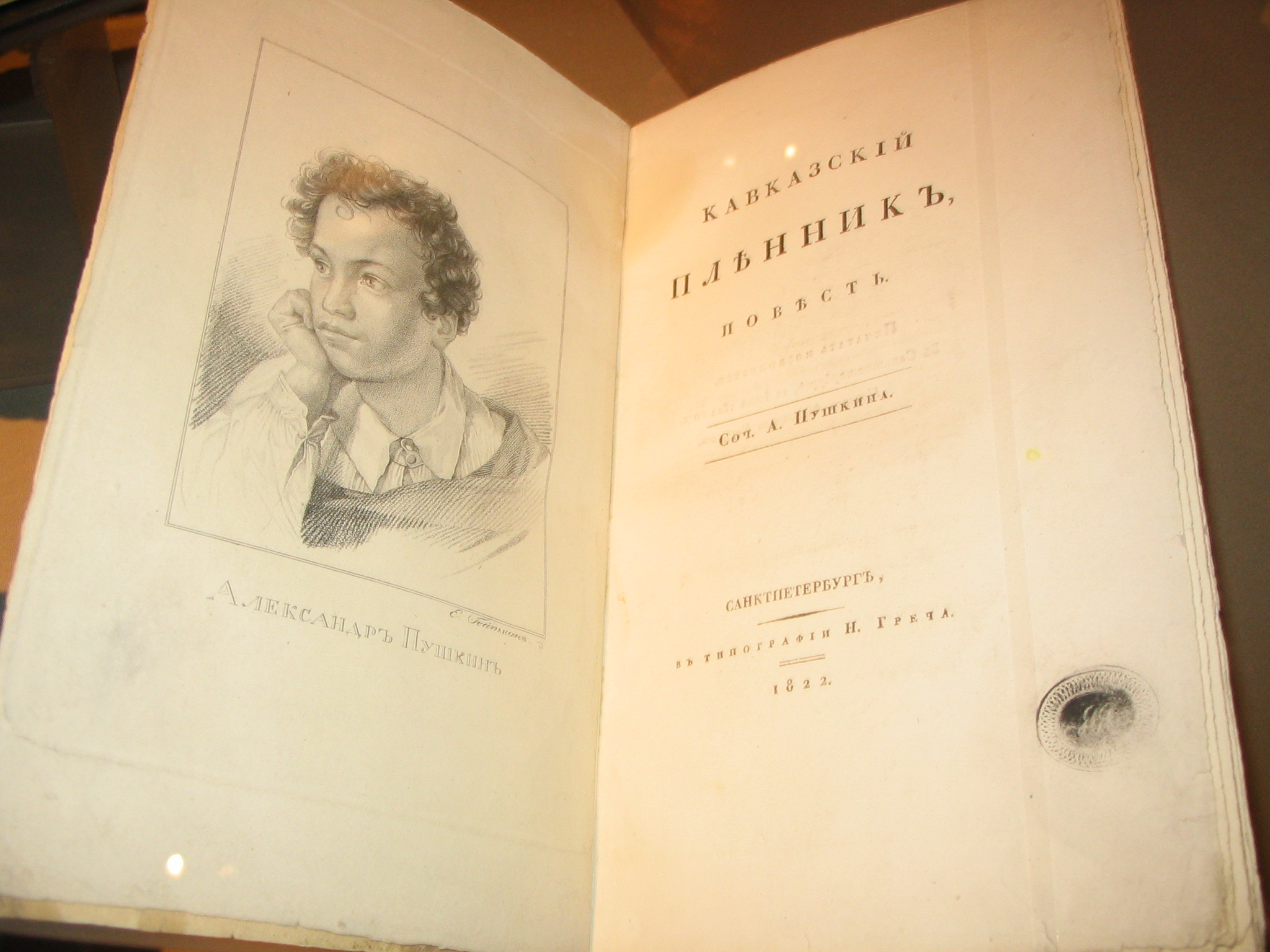
Из фондов Пушкинского общества

Пушкинское общество Америки (первоначально  Общество имени А.С. Пушкина) было образовано в 1935 году инициативной группой русских иммигрантов в связи с предстоявшей в 1937 году 100-й годовщины со дня гибели А. С. Пушкина. Тогда в Европе и Америке возникла идея проведения торжественных мероприятий, посвящённых поэту, призванных способствовать более активному распространению русской культуры и литературы по всему миру.
В Нью-Йорке в декабре 1934 года Борис Бразоль, общественный деятель, юрист-криминолог, литературный критик, издатель, лектор, сотрудник Государственного департамента юстиции США, возглавил организационный комитет проведения торжеств, названный Пушкинским.
29 января 1935 года был учрежден Пушкинский комитет, “в нем приняли участие: Б. Л. Бразоль, С. С. Бутурлин, В. В. Вадковский, Г. В. Голохвастов, О. П. Демидов, Г. В. Дерюжинский, Б. А. Завалишин, Н. С. Каринский, Д. А. Могула, П. Н. Малевский-Малевич, А. И. Назаров, Л. Я. Нелидова-Фивейская, кн. А. А. Оболенский, П. А. Руцкий, Н. П. Рыбаков, М. М. Фокин, Е. А. Шениц и В. П. Юрченко”... “Б. Л. Бразоль доложил собравшимся о том, что во исполнение постановления Центрального правления приглашения принять участие в учредительном заседании были посланы 50-ти лицам, 47 из которых прислали свое согласие. Закрытой баллотировкой, единогласно при одном воздержавшемся было постановлено тогда же образовать Пушкинский комитет в Америке. На том же заседании тайным голосованием было избрано правление комитета в составе: Б. Л. Бразоля – председателя, П. А. Руцкого – казначея и П. Н. Малевского-Малевича – секретаря”. К концу 1935 года стараниями Б. Л. Бразоля в Комитете образовалась американская секция из 22 человек. В ней состояли такие специалисты по литературе, как Алберта Галлатин-Чайлдас, основатель и председатель общества Эдгара По; Эдвин Маркхам, американский поэт, профессор Принстонского университета, Т. Т. Паррот, шекспировед; Кларенс Маннинг, профессор Колумбийского университета.
После проведения Пушкинских торжеств воодушевленные результатами работы собравшиеся 16-го апреля 1937 г. члены Пушкинского Комитета единогласно проголосовали за переименование Комитета в Общество им. А. С. Пушкина с приданием ему постоянно действующего статуса. Вслед за этим было утверждено правление Общества и были сформированы основные отделы. Борис Львович Бразоль был избран председателем и находился на этом посту 26 лет.
Так родилась организация, связанная с русской культурой в зарубежье. Тесными были её связи с международным Пушкинским комитетом в Париже, куда по окончании торжеств был направлен отчет об американских культурных событиях 1937 года. Позднее стало известно, что пушкинские дни прошли «во всех пяти частях света: в Европе в 24 государствах и 170 городах, в Австралии в 4-х городах, в Азии в 8-ми государствах и в 14 городах, в Америке в 6-ти государствах и 28 городах, в Африке в 3-х государствах и в пяти городах, а всего в 42 государствах и в 231 городе» (С. М. Лифарь). Результаты общественной «пушкинианы» дали свои плоды. Было решено организацию развивать как постоянно действующую, и в последующее время интерес к ней не ослабевал, ибо политически нейтральная деятельность на ниве культуры и просвещения устраивала многих непримиримых оппонентов. В 1941 году впервые в США в Нью-Джерси был открыт памятник Пушкину скульптора Н. В. Димитриева. Борис Бразоль принимал в этом самое деятельное участие.
В послевоенное время центр эмиграции из Европы переместился за океан. Нью-Йорк стал средоточием русской интеллектуальной диаспоры. Литературный процесс в ней разрастался и приобретал собственные черты. В 1942 году М. Алдановым и М. Цетлиным был учрежден существующий до сих пор «Новый журнал». Активно функционировало собственное издательство Пушкинского общества, благодаря которому был налажен систематический выход печатной продукции.

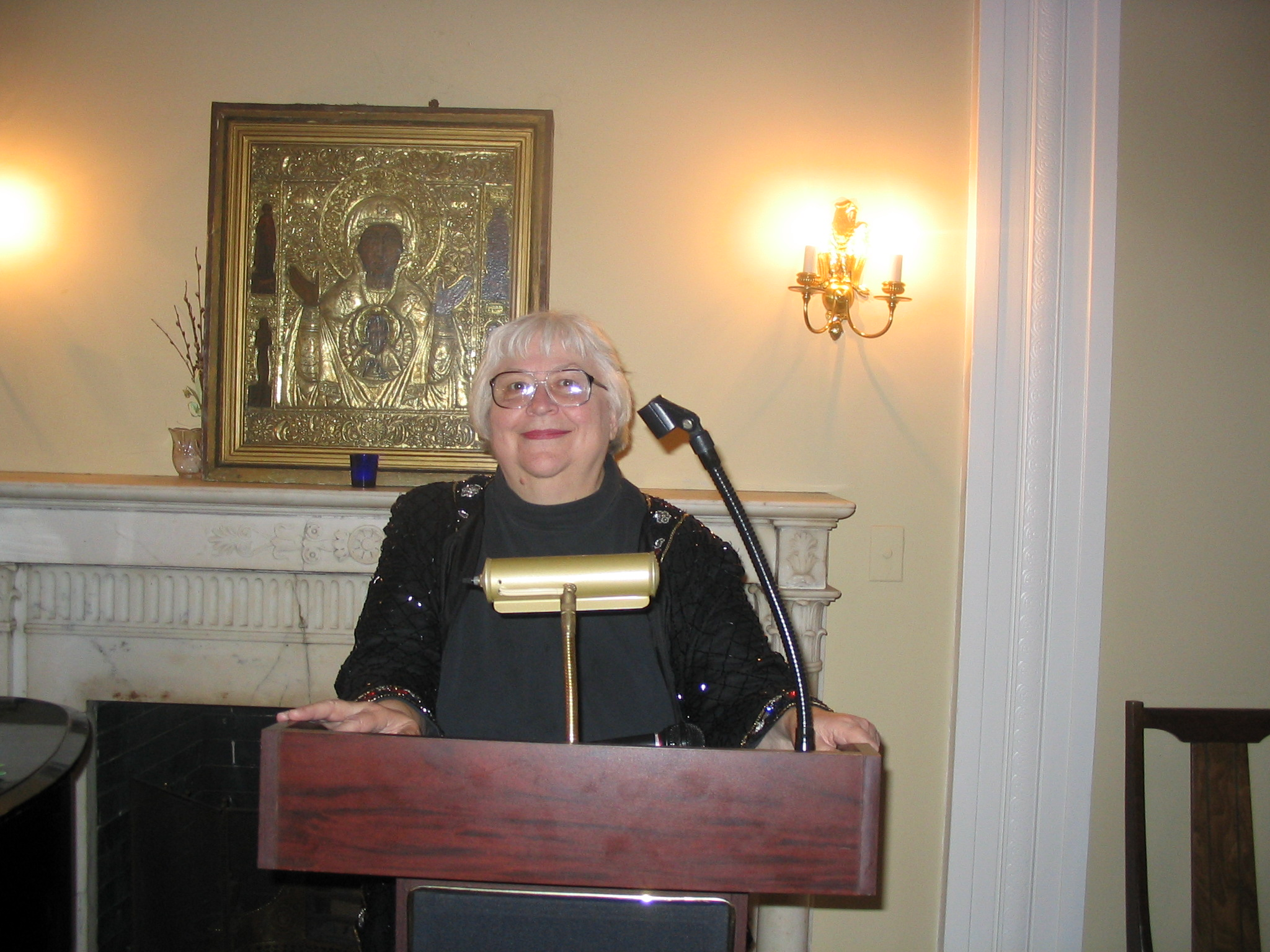
Вице-президент — баронесса Елена фон Тизенгаузен

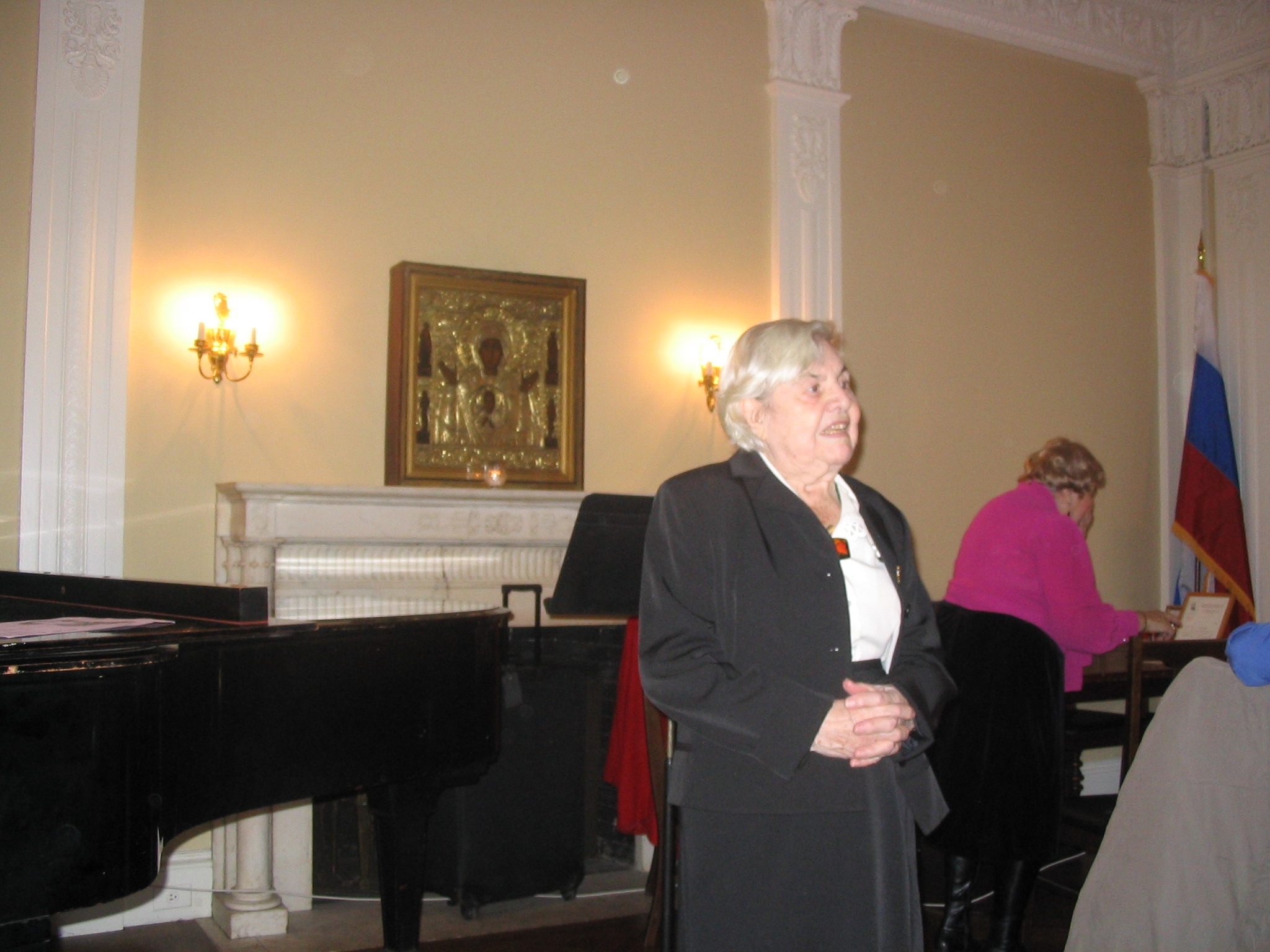
Екатерина Ивановна Лодыженская, президент общества в 1993—2008 годы.

К 20-летию Общества была выпущена специальная Памятка, по которой можно восстановить имена руководителей организации.
С. 30
"Правление Общества имени А.С. Пушкина 1935-1955 
Председатель: Борис Львович Бразоль 1935-1955
Товарищи Председателя: Георгий Владимирович Голохвастов 1936 -1955, Александр Иванович Назаров  1936 -1938, Петр Альбинович Руцкий 1938-1945, Дмитрий Антонович Магула 1945-1952, Петр Сергеевич Балков 1952 - 1955
Секретари: Петр Николаевич Малевский - Малевич 1935-1941, Борис Аркадьевич Завалишин  1941 – 1943, Людмила Николаевна Рклицкая 1943 – 1945, Элеонора Антоновна Бразоль 1945 - 1955
Казначеи: Петр Альбинович Руцкий 1935 – 1938, Николай Иванович Дамаскин 1938 - 1955
Ревизионная комиссия: Юрий Корнильевич Дворжницкий, Владимир Иванович Карпов,
Владимир Иванович Чиркин.
Состояли членами Ревизионной комиссии: В.П. Юрченко, И.П. Дворниченко, Б.А. Завалишин, Н.А. Шаров, Д.А. Магула, Н.Ф. Фаленберг, Л.Н. Рклицкая.
Директора Пушкинского Фонда при Обществе имени А.С. Пушкина: Петр Сергеевич Балков, Борис Львович Бразоль, Элеонора Антоновна Бразоль, Князь Сергей Сергеевич Белосельский, Георгий Владимирович Голохвастов, Николай Иванович Дамаскин, Юрий Корнильевич Дворжницкий, Михаил Михайлович Карпович, Борис Васильевич Сергиевский, Игорь Иванович Сикорский, Леонид Иванович Страховский
Состояли директорами Пушкинского фонда (скончавшиеся)
Андрей Николаевич Авинов, Петр Альбинович Руцкий, Никандр Иванович Стрельский."
(Источник: Памятка. История возникновения Общества, итоги его деятельности. Издание Общества имени А.С. Пушкина в Америке, Нью-Йорк, 1935, 31с. Russian Printing-House. 505 East 174 Str. New York 57, N.Y.)
Почетным членом общества была княжна Вера Константиновна Романова. В 1935—1950 годы членами общества были князья С. С. Белосельский, А. А. Гуриели, А. Д. Ишеева-Аникина, Н. А. Туманова, И. К. Туманов, Л. К. Туманов, Л. С. Урусов, П. А. Чавчавадзе; архиепископ Адам, протоиереи Максимилиан, Иосиф, епископ Дионисий; входили выдающиеся профессора А. А. Васильев, И. В. Емельянов, М. М. Карпович, В. С. Колесников, Н. О. Лосский, Н. П. Рашевский, М. И. Ростовцев и другие.  В составе общества была правнучка А.С. Пушкина маркиза Милфор-Хейвен, до замужества Надежда Михайловна де Торби. Частым гостем заседаний был С. В. Рахманинов, в честь него был впоследствии назван зал Свято-Серафимовского фонда Нью-Йорка, где проходили заседания общества Пушкина, их концертные программы и лекции. В них принимали участие: прославленный конструктор Игорь Сикорский, «отец» телевидения Владимир Зворыкин, писатель Георгий Гребенщиков, художники Мстислав Добужинский и Сергей Судейкин, танцовщик Семен Караваев, певец Николай Гедда и др. После смерти Бориса Львовича Бразоля в 1963 году, Общество имени Пушкина возглавляли: Г. В. Месняев, С. Н. Боголюбов, С. Л. Войцеховский, Н. А. Бакланова-Бозак, Е. И. Лодыженская. Действующий председатель – В.В. Курченко.

## Современность
Общество и сегодня функционирует как некоммерческая организация, принимает пожертвования и спонсорские средства от всех юридических лиц, оказывает визовую поддержку. Пушкинское Общество продолжает традиции издательской и публицистической деятельности. Первый выпуск посвящён теме «Пушкин и эмиграция в Америке».

## Руководство организации

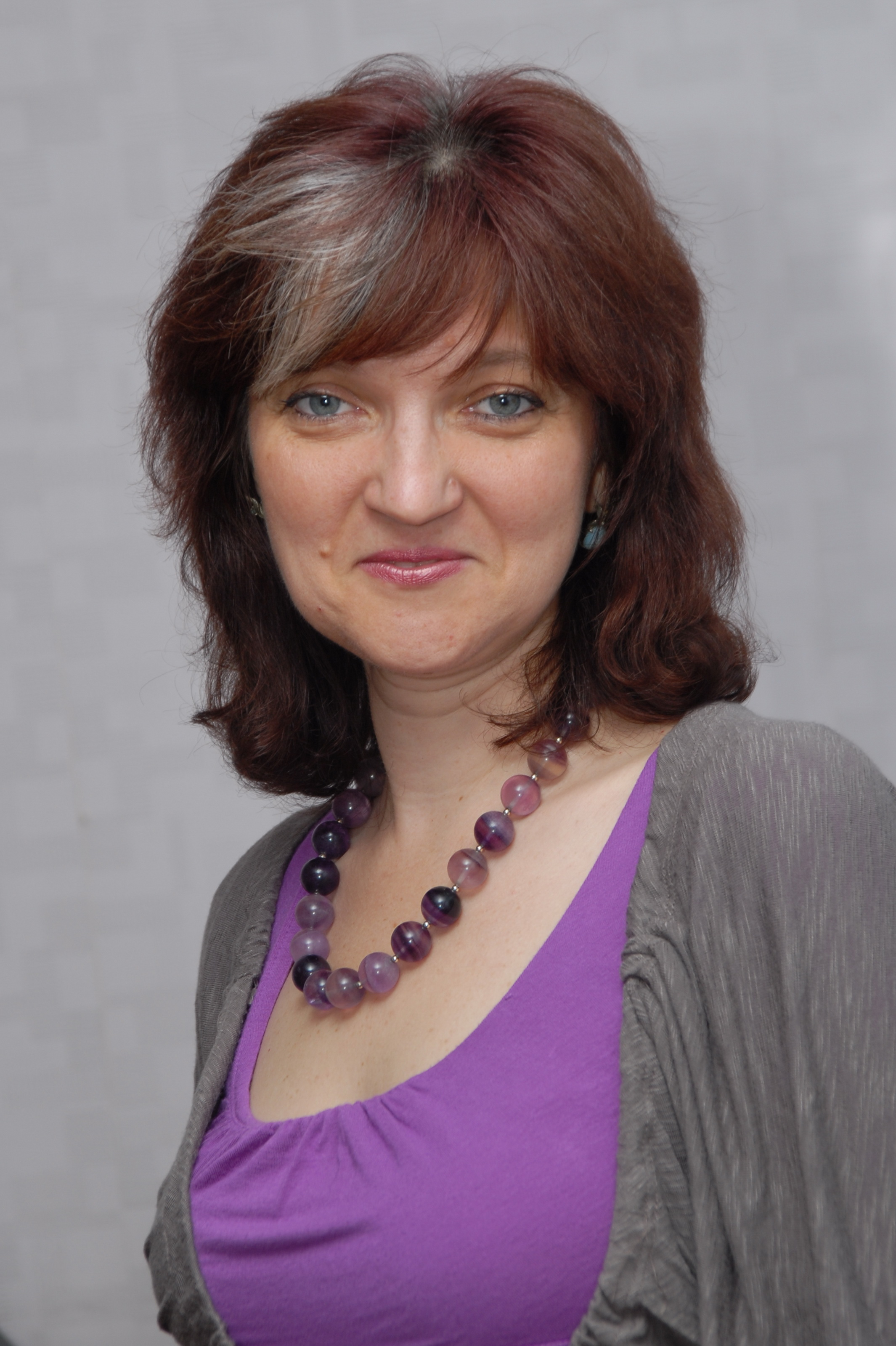
Президент общества — Виктория Курченко.

В настоящее время президентом Общества и директором архива является Виктория Курченко, кандидат исторических наук, участник многочисленных международных конференций по теме изучения архивного наследия русской и украинской эмиграции.
 Вице-президенты – Наталия Мизури, Борис Борукаев; директор по связям в Европе – Инна Грубмайр; секретарь – Наталия Пиллер; ответственный редактор Вестника Пушкинского общества – Дмитрий Гаранин; арт-директор – Елена Иосилевич; музыкальный директор – Наталия Медведовская; директор русскоязычной секции в Союзе писателей США – Татьяна Шереметева; директор департамента межкультурной коммуникации – Нина Румянцева.